# Sebők Éva (festő)
Sebők Éva (Szentgotthárd, 1954. március 11. –) magyar festőművész.

## Életpályája
1978-ban diplomázott a Pécsi Tanárképző Főiskola földrajz-rajz szakán.

## Kiállításai
| - 1987, 1991, 1993-1994, 1996-1998, 2003-2004, 2010 Budapest - 1990 Sárvár - 1992, 2000 Szombathely - 1998 Pécs | - 1985 Nürnberg - 1989 Szófia - 1991 Pécs - 1992-1993, 1997, 2000, 2002-2003 Budapest - 1993, 2003 Győr - 1994 Eger - 1996 Cleveland, Szombathely - 2001 Dunaszerdahely - 2002 Szombathely, Miskolc, Salgótarján - 2003 Szombathely |

## Díjai
- Faber Castel-díj (Nürnberg, 1985)
- Magyar Alkotóművészek Országos Egyesülete díja (1985)
- Sinaide Ghi Nemzetközi Aquarell pályázat ezüst díj (1986)
- Szőnyi István-ösztöndíj (1986-1989)
- Bolgár Képzőművészek Szövetségének díja (1989)
- Győri Grafikai Biennálé különdíja (1993)
- Maurice-Quentin de la Tour, 2. díj (1993)
- V. kerületi Önkormányzat díja (1994)
- a Magyar Festők Társaságának díja (2000)
- Salgótarján város díja (2002)
- Az év grafikája díj (2003)[1]